# Hans Memling
Hans Memling (1433, Seligenstadt – 11. srpna 1494, Bruggy) byl vlámský renesanční  malíř. Byl posledním velkým nizozemským malířem patnáctého století a byl nástupcem Jana van Eycka a Rogiera van der Weydena, v jejichž stylu pokračoval. Byl pravděpodobně žák Rogiera van der Weydena v Bruselu.
Zvláště maloval náboženské výjevy plné emocí; na zadní strany desek maloval samostatná zátiší (Legenda o sv. Uršule).

## Galerie

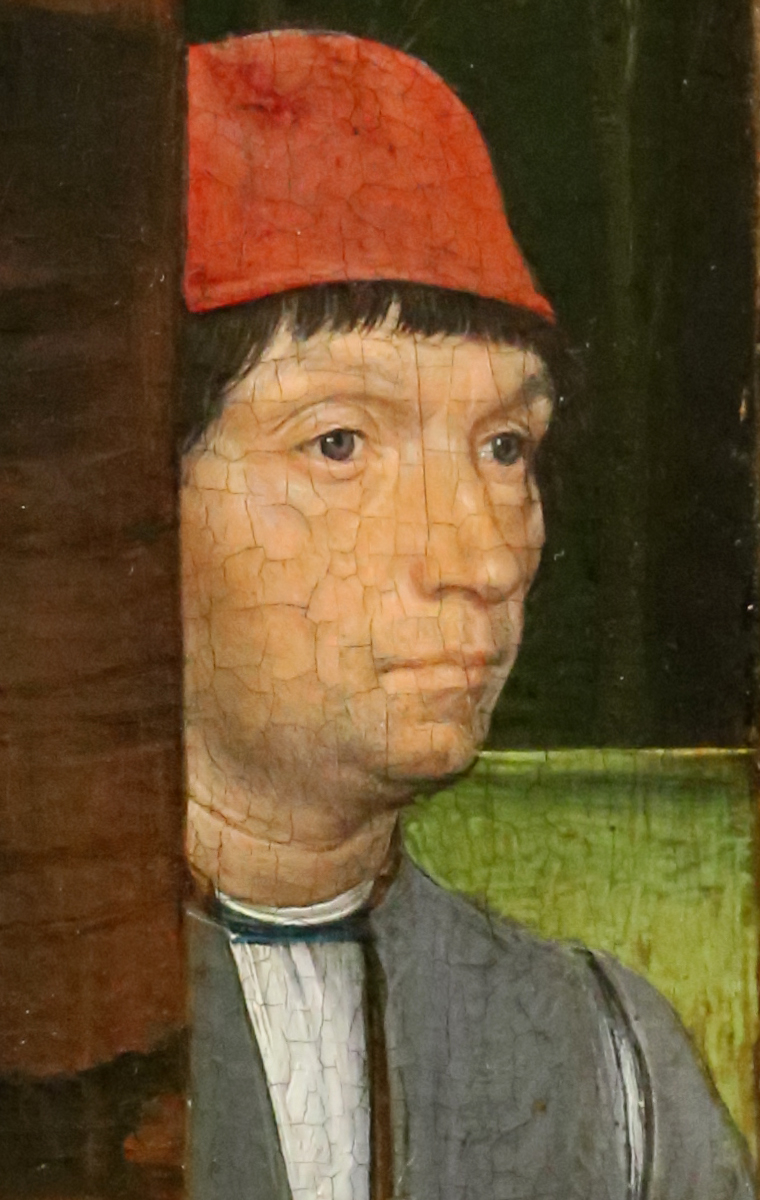
Hans Memling (autoportrét, cca 1480)
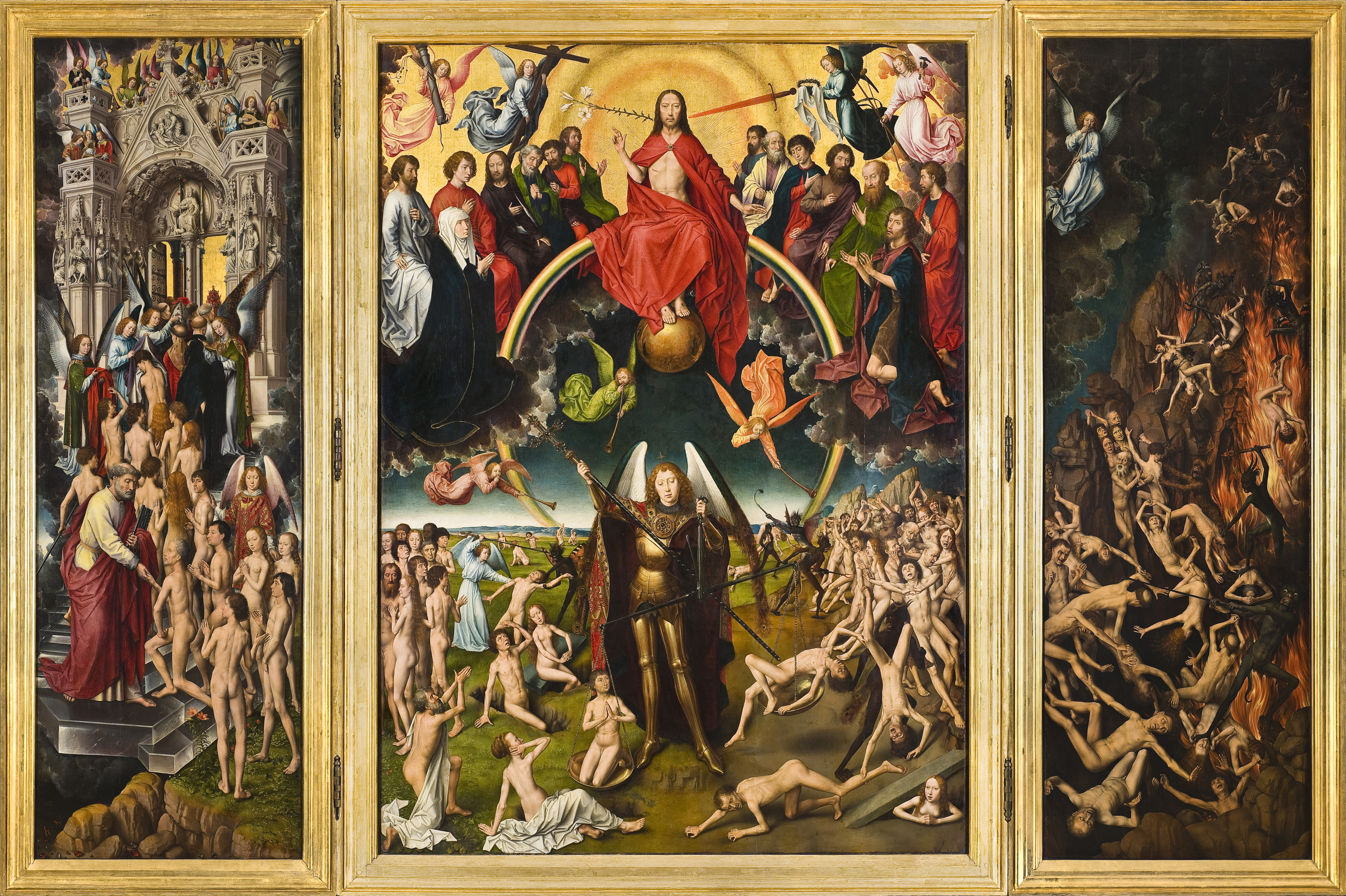
Poslední soud
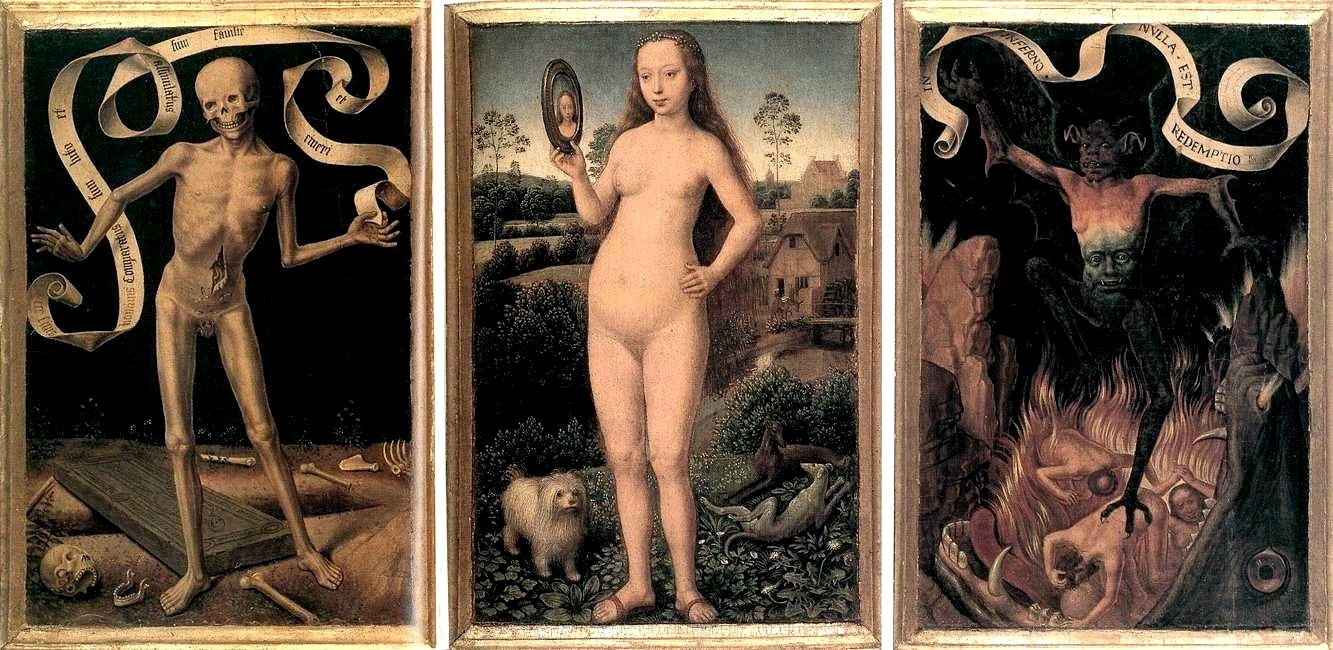
Triptych pozemské marnosti a boží spásy (přední strana, 1485)
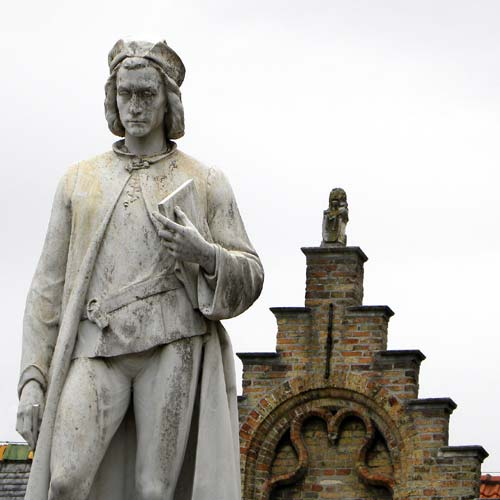
Memlingova socha v Bruggách
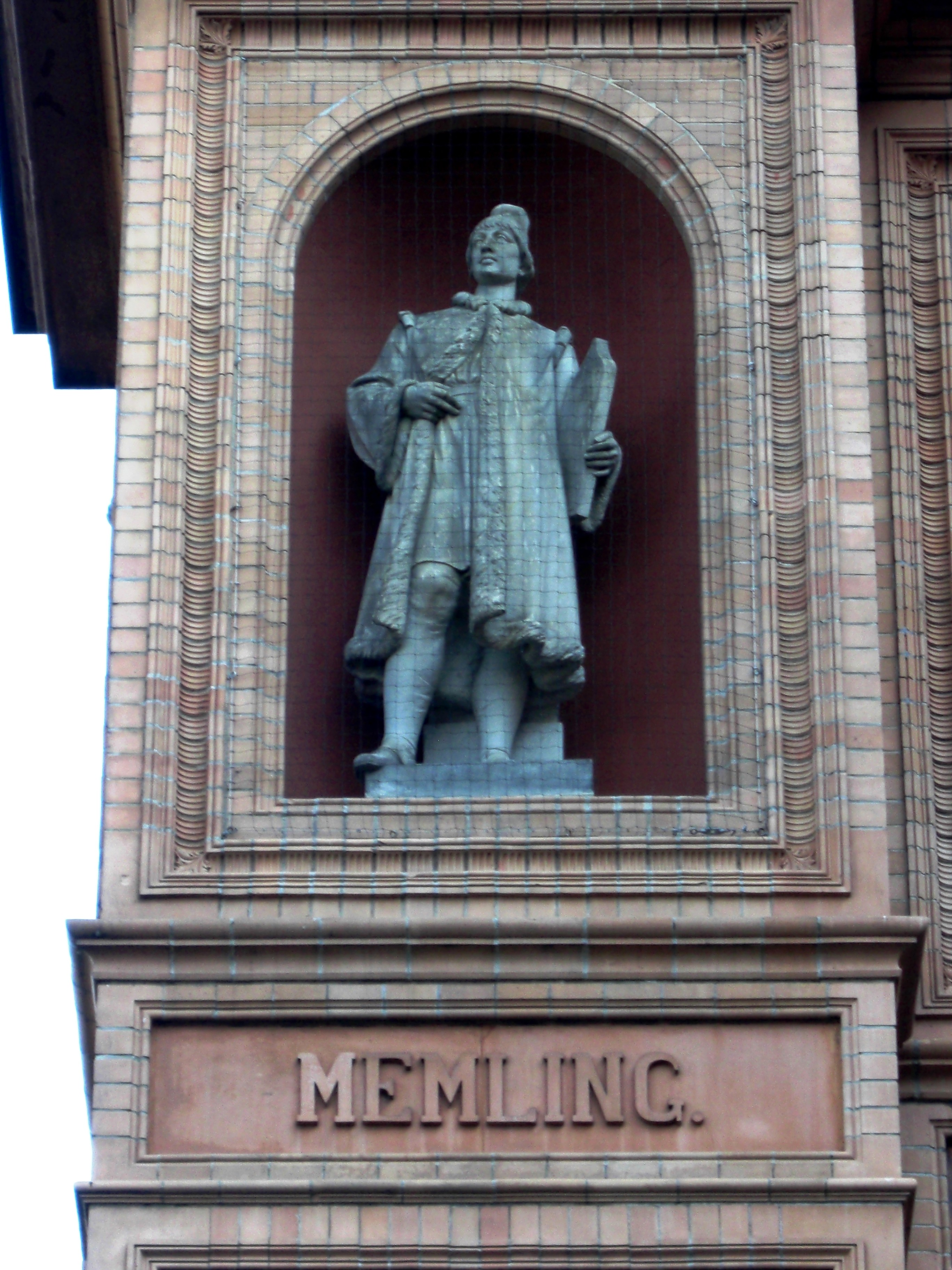
Memlingova socha v Hamburku ('Kunsthalle Hamburg')
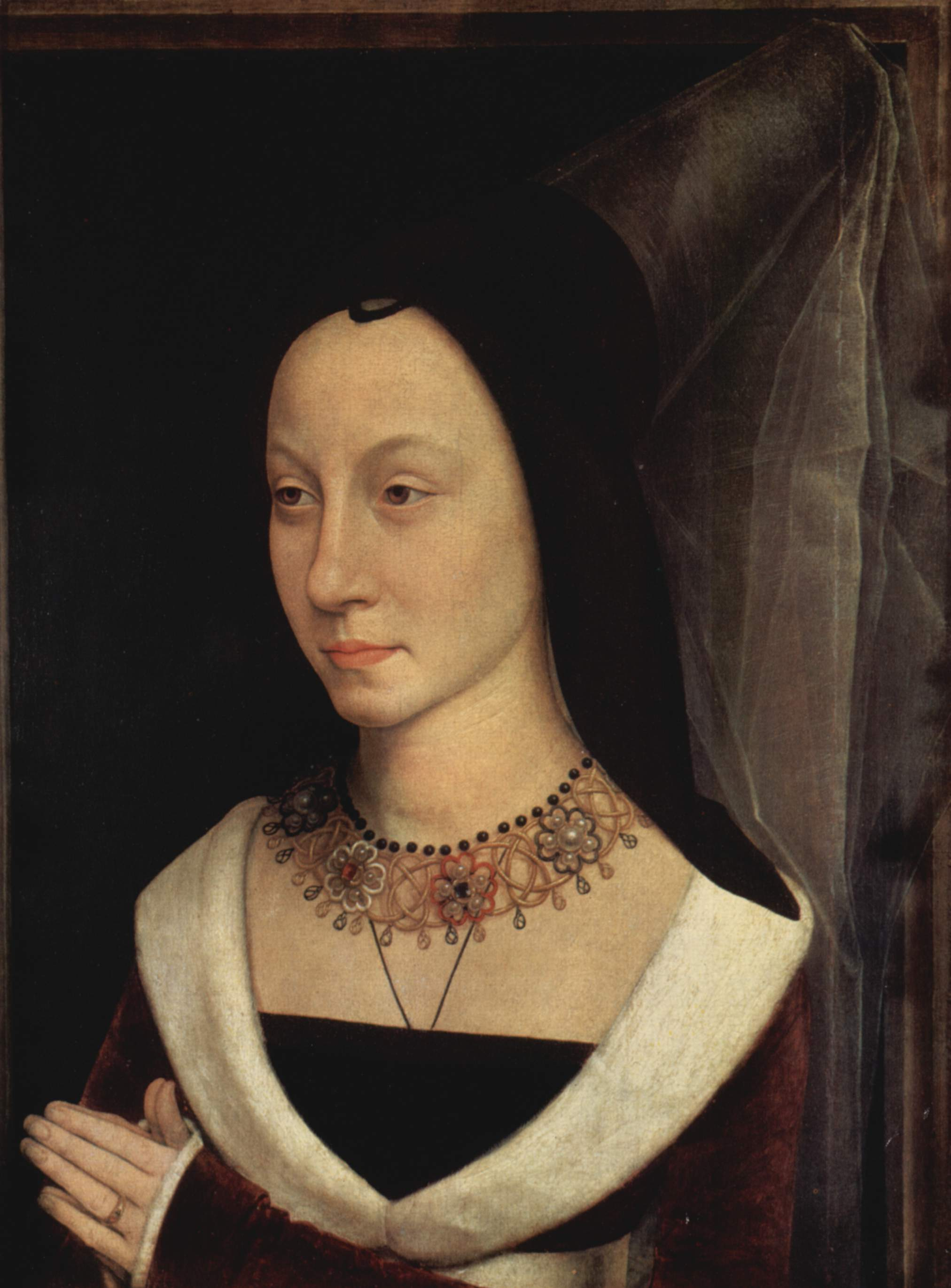
Maria Portinari (cca 1470-72)